# Българи в Нидерландия
Българите в Нидерландия са етническа група, която не присъства при преброяването на населението в страната. Според данни на Централната статистическа служба, гражданите на България в страната към 1 януари 2016 г. са 21 941 души.

## Организации
В сайта на ДАБЧ на България се посочва, че в Нидерландия има 14 действащи организации на българите – 4 дружества, 1 печатна медия, 2 електронни медии, 1 културна формация, 4 учебни заведения, 1 църковна община и 1 фолклорен състав.
| | Вид               | Адрес                                                      | Седалище или местонахождение | Година на основаване | Година на закриване | Уебсайт или блог   |
| --- | ----------------- | ---------------------------------------------------------- | ---------------------------- | -------------------- | ------------------- | ------------------ |
| Българско дружество                                                                                           | дружество         |                                                            | Айндховен                    |                      |                     |                    |
| Фондация „България“                                                                                           | дружество         |                                                            | Ротердам                     |                      |                     |                    |
| Фондация „Св. Архангел Михаил“                                                                                | дружество         | Stichting De Heilige Aartsengel Michaël Bakkersstraat 57 A | Хага                         | 2009                 |                     |                    |
| Холандско–българско дружество за приятелство                                                                  | дружество         |                                                            | Амстердам                    | 1982                 |                     |                    |
| Списание „Диалог“                                                                                             | печатна медия     |                                                            |                              | 2003                 |                     |                    |
| Емигрант БГ & Медиа БГ – медия на българите по света                                                          | електронна медия  |                                                            |                              | 2006                 |                     | emigrant-bg.com    |
| Интернет портал NL-BG.COM – Българска електронна медия в Холандия                                             | електронна медия  |                                                            |                              |                      |                     |                    |
| Фондация „Български център“                                                                                   | културна формация |                                                            | Хага                         |                      |                     |                    |
| Български образователен център                                                                                | учебно заведение  | Groot Hertoginnelaan 126                                   | Хага                         | 2003                 |                     |                    |
| Българско училище „Свети Климент Охридски“                                                                    | учебно заведение  | Camphuysenstraat 1                                         | Айндховен                    | 2009                 |                     |                    |
| Българското училище „Св. св. Кирил и Методий“                                                                 | учебно заведение  | Antоinette Kleynstraat 8                                   | Лайден                       | 2006                 |                     | bgschool.nl        |
| Първо Българско училище АБВ                                                                                   | учебно заведение  | St. Ignatiusgymnasium, Jan van Eijckstraat 47              | Амстердам                    | 2013                 |                     |                    |
| Българска православна църква „Св. Архангел Михаил и св. Архангел Гавриил и св. Преподобни Паисий Хилендарски“ | църковна община   | Bakkersstraat 57a                                          | Хага                         | 2000                 |                     | bgorthodoxekerk.nl |
| Хор за български фолклор „Чубрица“                                                                            | фолклорен състав  |                                                            | Амстердам                    | 2004                 |                     |                    |